# STS-73
STS-73 (englisch Space Transportation System) ist eine Missionsbezeichnung für das US-amerikanische Space Shuttle Columbia (OV-102) der NASA. Der Start erfolgte am 20. Oktober 1995. Es war die 72. Space-Shuttle-Mission und der 18. Flug der Raumfähre Columbia.

## Mannschaft

### Hauptmannschaft
- Kenneth Bowersox (3. Raumflug), Kommandant
- Kent Rominger (1. Raumflug), Pilot
- Kathryn Thornton (4. Raumflug), Missionsspezialistin
- Catherine Coleman (1. Raumflug), Missionsspezialistin
- Michael López-Alegría (1. Raumflug), Missionsspezialist
- Fred Leslie (1. Raumflug), Nutzlastspezialist, Space Science Laboratory
- Albert Sacco (1. Raumflug), Nutzlastspezialist, Worcester Polytechnic Institute

Bowersox (seinerzeit noch als Pilot) und Thornton waren bereits bei STS-61 gemeinsam geflogen.

### Ersatz
- Ray Holt und David Matthiesen für Leslie und Sacco

## Missionsbeschreibung
Zum zweiten Mal flog das United States Microgravity Laboratory USML, ein speziell ausgerüstetes Spacelab-Modul, in dem Effekte untersucht werden, die nur unter den Bedingungen der Mikrogravitation zu beobachten sind. Die 14 Hauptexperimente betrafen Physik, Materialwissenschaft, Biotechnologie, Verbrennungsuntersuchungen und Raumfahrttechnologie.

### Physik
Drop Physics Module
In der Schwerelosigkeit kommen Effekte zum Vorschein, die auf der Erde von der Gravitation ganz oder teilweise überdeckt werden. Dazu gehört die Dynamik schwebender Tropfen. In verschiedenen Experimenten wurden Tropfen aus Wasser und Silikonöl bewusst manipuliert. So wurden sie mittels Schallwellen in Rotation versetzt oder gebremst, geteilt und ihre Bewegungen beobachtet. Untersucht wurde auch das Verhalten von Luftblasen in Wassertropfen und von Wasserblasen in Silikonöl.
Geophysical Fluid Flow Cell Experiment
Zwischen zwei Kugeln aus rostfreiem Stahl bzw. Saphir wurde Silikonöl bestimmten Temperatur- und Druckverhältnissen ausgesetzt. Die Gravitation wurde dabei durch elektrische Felder simuliert, der Druck durch die Rotation der Kugel. Mehr als 150 Stunden lang wurden dabei Verhältnisse simuliert, die denen in unseren Ozeanen, in der Erdatmosphäre, in den Atmosphären von Gasplaneten und in der Atmosphäre der Sonne entsprechen. Dabei wurde untersucht, welchen Gesetzmäßigkeiten die Strömung der Flüssigkeit gehorcht. Daraus sollten Rückschlüsse für globale Strömungen in den Weltmeeren und in der Atmosphäre der Erde gezogen werden.
Surface Tension Driven Convection Experiment und Oscillatory Thermocapillary Flow Experiment
Bei beiden Experimenten wurde untersucht, wann thermische Konvektionsströme unregelmäßig, turbulent werden. In polarisiertem Licht werden bestimmte Muster erkennbar. Wenn diese Muster chaotisch werden, so geht die regelmäßige Strömung in Turbulenzen, sogenannte thermokapillare Oszillationen über. Diese Unregelmäßigkeiten zu verhindern, war Hauptanliegen der Experimente. Verwendet wurde auch hier Silikonöl, geheizt wurde mit einem Laser. In der chemischen Industrie wird viel mit Flüssigkeiten gearbeitet. Die Oberflächenspannung von Tropfen spielt dabei eine große Rolle. In einem weiteren Experiment wurde diese Spannung durch Zugabe verschiedener chemischer Stoffe, z. B. Seife, herabgesetzt. Dadurch veränderte sich auch das Konvektionsverhalten an der Oberfläche.
Particle Dispersion Experiment
Eine Theorie besagt, dass bei einer Explosion frei gewordene Staub- und Partikelwolken aufgrund der elektrostatischen Anziehung Verklumpungen bilden. Mit verschiedenen fein- oder grobkörnigen quarzhaltigen Stäuben wurde diese Theorie überprüft. Sie erwies sich als richtig. Damit können auch Sandstürme auf dem Mars und die Bildung neuer Sterne in planetaren Nebeln erklärt werden.
Colloidal Disorder-Order Experiment
Als Colloide bezeichnet man Gemische aus in Gasen schwebenden Flüssigkeiten oder in einem flüssigen Medium schwimmenden Festkörpern. Beim CDO-Experiment bewegten sich mikroskopisch kleine Kunststoffkügelchen in einer Flüssigkeit. Diese ließ man erstarren, wobei der Erstarrungspunkt mit höchster Präzision gemessen wurde. Es ergab sich ein stabiler, scheibenförmiger Kristall mit dendritenartigen Ausläufern. Die Bewegung der Kügelchen in der Flüssigkeit sollte ein Modell für die Wechselwirkungen zwischen Atomen in einem Stoff sein. Auf der Erde laufen derartige Wechselwirkungsprozesse sehr langsam ab und können deshalb nicht effektiv untersucht werden.
Interface Configuration Experiment
Hier wurden die Bewegungen von Flüssigkeiten in Abhängigkeit von der Form des Behälters untersucht. In halb leeren Tanks beispielsweise schwappt die Flüssigkeit längere Zeit hin und her und kann dabei empfindliche Messungen stören. Man sucht nun eine günstige Form, bei der die Auswirkungen auf die Umgebung am geringsten sind.

### Materialwissenschaft
Crystal Growth Furnace
In diesem Schmelzofen wurden verschiedene Halbleiterkristalle höchster Reinheit hergestellt. Das Halbleitermaterial wurde dazu verdampft und lagerte sich direkt aus der Gasphase auf einem Träger ab. Die Geschwindigkeit des Kristallwachstums hing dabei von Temperatur und Dampfdruck ab. Um Unregelmäßigkeiten im Kristallgitter weitgehend zu vermeiden, erfolgte das Kristallwachstum sehr langsam. Insgesamt wurden nur acht Kristalle gezüchtet. Zum einen handelte es sich um Galliumarsenidkristalle für die Elektronik, des Weiteren um Cadmium-Zink-Tellurid- und Quecksilber-Cadmium-Tellurid-Kristalle für Infrarotsensoren und schließlich um mit Gallium dotierte Germaniumkristalle (II-VI-Halbleiter). Beim letzten Schmelzexperiment wurde die Apparatur so ausgerichtet, dass der Kristall entlang der zu erwartenden bevorzugten Kraftrichtung wuchs. Dadurch sollte eine noch geringere Zahl an Störstellen erreicht werden. Beachtenswert sind ein fünf Zentimeter langer CdZnTe-Kristall, dessen Herstellung 30 Stunden dauerte und ein fast 13 cm langer Germaniumkristall, der in neun Stunden entstand.
Zeolite Crystal Growth
Zeolite sind anorganische Verbindungen von Aluminium, Silizium und Sauerstoff. Aufgrund ihrer porösen Struktur eignen sie sich besonders gut für Katalysatoren und Filter in der chemischen Industrie. Mit diesem Experiment untersuchte man, welche Faktoren eine gleichmäßige Kristallstruktur am meisten fördern.

### Biotechnologie
Astroculture Plant Growth Facility
In einem speziellen Minigewächshaus wurden zehn Kartoffelpflanzen aufgezogen. Dabei wurden die jeweils günstigsten Werte für Temperatur, Luftfeuchtigkeit, Wasser- und Nährstoffzufuhr ermittelt. Die Pflanzen wuchsen tatsächlich, was man als Beweis dafür ansah, dass eine Produktion pflanzlicher Nahrungsmittel in der Schwerelosigkeit möglich ist.
Commertial Generic Bioprocessing Apparatus
Das Gerät verfügte über 132 Kammern, in denen sich verschiedene Proben befanden. Diese wurden von einem Astronauten über eine Handschuhbox vorbereitet und anschließend in einem Bereich mit normaler Raumtemperatur oder in einem Brutkasten deponiert. Nach der vorgesehenen Zeit wurden die Proben dann eingefroren. Die Auswertung der Experimente erfolgte auf der Erde. Die Experimente dienten der Medikamentenherstellung, biomedizinischen Untersuchungen und ökologischen Tests. Die Proben reichten dabei von Proteinen über Kulturen pflanzlicher und tierischer Zellen bis hin zu kleinen Tieren (Kaltwasserkrabben).
Protein Crystal Growth
Während des Fluges der Columbia wurden insgesamt 1500 verschiedene Proteinkristalle produziert. Dies war ein Mehrfaches der sonst üblichen Mengen. Die Struktur der Kristalle wurde nach der Rückkehr auf der Erde genauestens untersucht (Röntgenstrukturanalyse). Kennt man den räumlichen Aufbau eines Proteins, kann man Rückschlüsse auf dessen Funktion ziehen. Im menschlichen Körper sind Millionen verschiedener Proteine für verschiedene Lebensprozesse verantwortlich. Auch Krankheitserreger wir Viren und Bakterien bedienen sich der Signalwirkung von Proteinen. Die Forschung auf diesem Gebiet besitzt demnach eine große Bedeutung für die Medizin. Auf diesem Flug wurden z. B. RNA-Moleküle, Ribosome, der epidermale Wachstumsfaktor EGF, der pflanzliche Proteinkomplex Photosystem I, Proteine des Rüben-Mosaikvirus und der Bakteriophage Lambda Lysozyme synthetisiert. Hervorzuheben ist auch die durch Licht verursachte Ladungsverschiebung in Bacteriorhodopsin.

### Verbrennungsuntersuchungen
Fiber Supported Droplet Combustion Experiment
Hier wurden mit Nadeln kleine Brennstofftröpfchen zwischen dünne Fasern eines temperaturbeständigen Werkstoffes gebracht und mit einem Glühdraht entzündet. Gefilmt wurden dabei der Ablauf und die Dauer der Verbrennung. Dabei zeigte sich, dass Kohlenwasserstoffgemische langsamer verbrennen als Alkoholgemische. Ein besonders großer Tropfen brannte mit 40 Sekunden erheblich länger als erwartet. Variiert werden konnten das Brennstoffgemisch, die Tropfengröße und die Strömungsgeschwindigkeit der Luft (Sauerstoffzufuhr). Gebraucht werden Erkenntnisse über die Verbrennung von zerstäubten Flüssigkeiten vor allem bei der Entwicklung besserer Verbrennungssysteme z. B. für Motoren.

### Raumfahrttechnologie
Suppression of Transient Acceleration By Levitation Evaluation
Die Bremswirkung der in 300 Kilometern Höhe zwar sehr dünnen, aber immer noch vorhandenen Erdatmosphäre, die Bewegungen der Astronauten und Triebwerkszündungen verursachen viele kleine Kräfte, die sich auf das gesamte Raumschiff und alle darin ablaufenden Experimente auswirken. Diese kleinen Kräfte sorgen dafür, dass in einem Raumflugkörper keine ideale Schwerelosigkeit, sondern nur eine so genannte Mikrogravitation herrscht. Um diese Störungen auszufiltern, wurde STABLE entwickelt. Dabei handelt es sich um eine kleine Plattform, die in einem elektromagnetischen Feld schwebt. Alle Kräfte wurden durch Veränderung des elektromagnetischen Feldes ausgeglichen. Die Plattform wurde also vom Raumschiff für einige Zeit vollständig entkoppelt. Die Daten zur Variierung der Feldstärke bekam das System von verschiedenen Messgeräten, welche die Beschleunigungen an Bord möglichst genau ermittelten.
Three Dimensional Microgravity Accelerometer
3DMA ist ein Messkomplex. Er ermittelte in allen drei Dimensionen die Beschleunigungen und übermittelte sie an verschiedene Geräte. Außerdem wurden die Daten aufgezeichnet.
Space Acceleration Measurement System/Orbital Acceleration Research Experiment
Auch SAMS und OARE ermittelten Beschleunigungswerte. Diese wurden aufgezeichnet und konnten nach dem Flug ausgewertet werden. Wenn während eines Experimentes besonders starke Störungen gemessen wurden, konnte man im Nachhinein feststellen, welche Auswirkungen diese hatten. SAMS wurde bei den meisten Shuttle-Missionen eingesetzt.
High-Packet Digital Television Technical Demonstration System
Über das Hi-Pack TV waren die Experimentatoren im All und die Entwickler am Boden ständig miteinander verbunden. So konnten die Entwicklerteams unmittelbar Einfluss auf die Durchführung ihrer Experimente nehmen, wobei sie das Geschehen live am Bildschirm verfolgten. Bis zu 6 Videokanäle konnten in komprimierter Form gleichzeitig übertragen werden.
Während des Fluges gab es kaum technische Probleme. Um den Luftdruck in den Rädern des Fahrwerkes nicht unter einen kritischen Wert absinken zu lassen, wurde die Columbia viermal so im Raum orientiert, dass die Sonne direkt auf die Unterseite des Shuttles schien und damit auch die Fahrwerksräume erwärmte. Mit der Landung am Kennedy Space Center ging am 5. November der bis dahin zweitlängste Shuttleflug erfolgreich zu Ende.